# Orthostichopsis strictula
Orthostichopsis strictula là một loài Rêu trong họ Pterobryaceae. Loài này được (Müll. Hal.) Broth. miêu tả khoa học đầu tiên năm 1906.